# Opsarius
Opsarius is een geslacht van straalvinnige vissen uit de familie van eigenlijke karpers (Cyprinidae).

## Soorten
- Opsarius cocsa (Hamilton, 1822)
- Opsarius koratensis (Smith, 1931)
- Opsarius pulchellus (Smith, 1931)